# Brassilexin
Brassilexin ist eine organische Verbindung. Es besitzt eine Indol-Teilstruktur und dient Pflanzen aus der Familie der Kreuzblütler als Abwehrstoff.

## Vorkommen

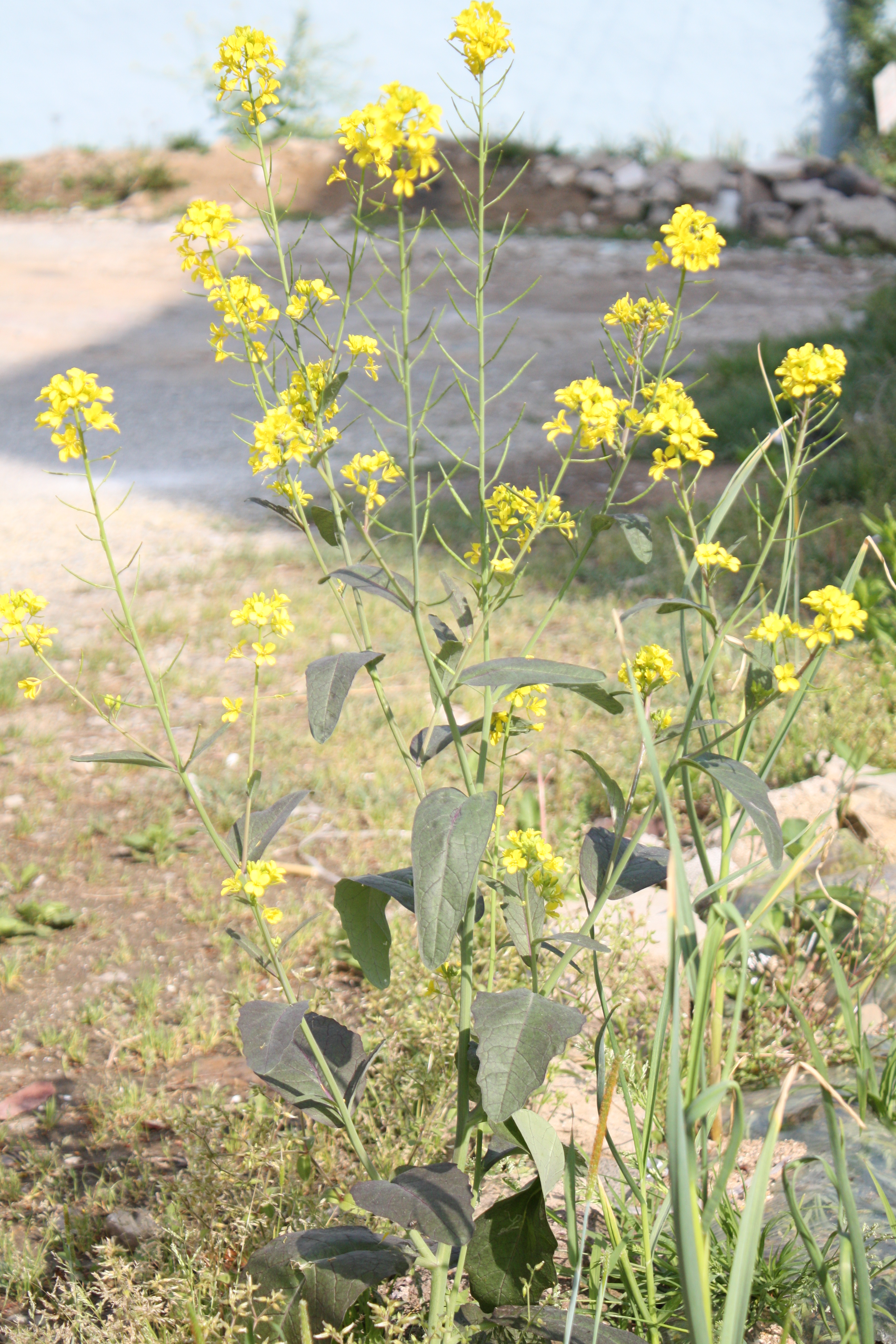
Brauner Senf

Brassilexin kommt Kreuzblütlern (Brassicaceae) vor, beispielsweise in Braunem Senf. Es dient als Phytoalexin zur Verteidigung, beispielsweise gegen Pilze. Die Verbindung spielt eine wichtige Rolle bei der Resistenz der Pflanze gegen den pathogenen Pilz Leptosphaeria maculans (siehe Wurzelhals- und Stängelfäule). Biosynthetische Vorläufer sind Brassinin und Cyclobrassinin.

## Synthese
Brassilexin kann durch eine Vilsmeier-Formylierung von Indolin-2-thion hergestellt werden. Dazu wird das Edukt zunächst mit Phosphorylchlorid in Dimethylformamid umgesetzt und dann mit wässrigem Ammoniak aufgearbeitet. Der Ringschluss erfolgt oxidativ mit Iod und Pyridin. Die Ausbeute beträgt etwa 65–70 %. Eine andere einfache Herstellungsmethode ist die oxidative Ringkontraktion von Cyclobrassinin. Die Reaktion mit Natriumperiodat ergibt so in einem Schritt Brassilexin.